# Song Na
Song Na (chinesisch 宋娜, Pinyin Sòng Nà; * 30. August 1995) ist eine chinesische Biathletin.
Song Na gab ihr internationales Debüt zum Auftakt der Saison 2013/14 in Idre im IBU-Cup und wurde 101. eines Sprintrennens. Im weiteren Saisonverlauf verbesserte sie ihre Platzierungen stetig bis zu einem 49. Rang bei einem Sprint in Ridnaun. Es folgte das Debüt im Weltcup. In Ruhpolding wurde sie an der Seite von Song Chaoqing, Zhang Yan und Tang Jialin als Schlussläuferin der Staffel 18. Höhepunkt der Saison und zugleich der bisherigen Karriere wurde die Teilnahme an den Olympischen Winterspielen 2014 in Sotschi, wo sie 77. des Einzels, 83. des Sprints und mit der Staffel in der Weltcup-Besetzung 15. wurde.

## Biathlon-Weltcup-Platzierungen
Die Tabelle zeigt alle Platzierungen (je nach Austragungsjahr einschließlich Olympische Spiele und Weltmeisterschaften).
- 1.–3. Platz: Anzahl der Podiumsplatzierungen
- Top 10: Anzahl der Platzierungen unter den ersten zehn (einschließlich Podium)
- Punkteränge: Anzahl der Platzierungen innerhalb der Punkteränge (einschließlich Podium und Top 10)
- Starts: Anzahl gelaufener Rennen in der jeweiligen Disziplin

| Platzierung          | Einzel | Sprint | Verfolgung | Massenstart | Staffel | Gesamt |
| -------------------- | ------ | ------ | ---------- | ----------- | ------- | ------ |
| 1. Platz             |        |        |            |             |         |        |
| 2. Platz             |        |        |            |             |         |        |
| 3. Platz             |        |        |            |             |         |        |
| Top 10               |        |        |            |             |         |        |
| Punkteränge          |        |        |            |             | 2       | 2      |
| Starts               | 1      | 1      |            |             | 2       | 4      |
| Stand: 18. März 2014 |        |        |            |             |         |        |